# Scheloribates saswatii
Scheloribates saswatii är en kvalsterart som beskrevs av Dhali och Bhaduri 1981. Scheloribates saswatii ingår i släktet Scheloribates och familjen Scheloribatidae. Inga underarter finns listade i Catalogue of Life.